# Статья 11 Конвенции о защите прав человека и основных свобод
Статья 11 Европейской конвенции о правах человека (Конвенции о защите прав человека и основных свобод, ЕКПЧ) защищает право на свободу собраний и ассоциаций, включая право создавать профсоюзы, с учётом определённых ограничений, которые «соответствуют закону» и «необходимы в демократическом обществе».
Статья 11 – Свобода собраний и объединений
1. Каждый имеет право на свободу мирных собраний и на свободу объединения с другими, включая право создавать профессиональные союзы и вступать в таковые для защиты своих интересов.
2. Осуществление этих прав не подлежит никаким ограничениям, кроме тех, которые предусмотрены законом и необходимы в демократическом обществе в интересах национальной безопасности и общественного порядка, в целях предотвращения беспорядков и преступлений, для охраны здоровья и нравственности или защиты прав и свобод других лиц. Настоящая статья не препятствует введению законных ограничений на осуществление этих прав лицами, входящими в состав вооруженных сил, полиции или административных органов Государства.

## Прецедентное право
- Коммунистическая партия Германии против Федеративной Республики Германии (1957 г.)
- Платформа «Ärzte für das Leben» против Австрии (1988)
- Фогт против Германии (1995)
- Уилсон и Палмер против Соединённого Королевства [2002] ECHR 552
- Язар, Каратас, Аксой и Хеп против Турции (2003) 36 EHRR 59
- Церковь Саентологии Москва против России (2007)
- АСЛЕФ — Великобритания (2007)
- Дело Бочковский и другие против Польши (2007)
- Демир и Байкара против Турции [2008] ECHR 1345